# 1971 au Nouveau-Brunswick
Chronologie du Nouveau-Brunswick
- 1967
- 1968
- 1969
- 1970
- 1971
- 1972
- 1973
- 1974
- 1975

Cette page concerne des événements survenus en 1971 dans la province canadienne du Nouveau-Brunswick.

## Événements
- Fondation de l'École Mathieu-Martin, à Dieppe.
- Fondation de la Fédération des jeunes francophones du Nouveau-Brunswick.
- Publication de la Sagouine d'Antonine Maillet.
- Première du long métrage documentaire L'Acadie, l'Acadie qu'il suit les manifestations des étudiants de l'Université de Moncton en 1968 et 1969.
- 5 mars : la « tempête du siècle » s'abat sur le Nouveau-Brunswick, faisant tomber plus de 50 centimètres de neige dans les provinces de l'Atlantique[1].
- 1er octobre : le progressiste-conservateur Omer Léger remporte l'élection partielle de Kent à la suite de la démission de l'ancien premier ministre Louis Robichaud.
- 2 octobre : Wallace Samuel Bird devient le septième lieutenant-gouverneur du Nouveau-Brunswick à mourir en fonction, après Thomas Carleton, George Stracey Smyth, Edward Barron Chandler, John James Fraser, Jabez Bunting Snowball et Gilbert White Ganong.
- 8 octobre : Hédard Robichaud devient le premier Acadien à être nommé lieutenant-gouverneur du Nouveau-Brunswick.
- 16 octobre : le député de Saint-Jean-Centre Robert J. Higgins (en) est élu chef de l'association libérale face à John G. Bryden.
- 9 décembre : L'ancien député provincial Joseph Fournier est nommé au Sénat à Ottawa

## Naissances
- Glen Savoie, député.
- 10 février : Noah Augustine, écrivain et homme politique.
- 26 juillet : Paul Hébert, chanteur.
- 28 octobre : Robb Wells, acteur.

## Décès
- 17 mars : Louis-Prudent-Alexandre Robichaud, député.
- 2 octobre : Wallace Samuel Bird, lieutenant-gouverneur du Nouveau-Brunswick.